# Bissert
Bissert är en kommun i departementet Bas-Rhin i regionen Grand Est (tidigare regionen Alsace) i nordöstra Frankrike. Kommunen ligger i kantonen Sarre-Union som tillhör arrondissementet Saverne. År 2022 hade Bissert 154 invånare.

## Befolkningsutveckling
Antalet invånare i kommunen Bissert
| Referens: INSEE |